# 觀測弧
觀測弧（或弧長）是在觀測天文學中，對太陽系天體的其最早和最新觀測之間的時間段，以用於追跡該天體的路徑；通常以日或年為單位呈現。該術語主要用於發現和跟踪小行星和彗星。觀測弧的弧長對軌道精度的影響最大，在其間觀測的數量和間隔影響較小。

## 短弧長
弧長越短導致軌道的不確定參數越高。這個天體可能在距離地球很遠，許多不同的軌道上。在某些情况下，初始弧太短，無法確定該物體是在圍繞地球的軌道上，還是在小行星帶的軌道上。經過1天的觀測弧，2004 PR107在僅有一日的觀測弧時，被認為是一顆海王星外的矮行星，但現在已知僅是一顆直徑1公里的主帶小行星。此外，在只有3天的觀測弧時，2004 BX159被認為是一顆穿越火星軌道的小行星，可能對地球構成威脅，但後來被發現只是另一顆主帶小行星。
相對適度的觀測弧線可能允許找到較舊的"回溯發現"照片，提供更長的弧線和更精確的軌道。
小於30天的觀測弧可能會使在最後一次觀測，超過一年的時間後，難以再尋獲該內太陽系天體，並可能導致小行星迷失。觀測弧度小於幾年的海王星外天體的軌道，由於它們與太陽的距離較遠且在天空中移動緩慢，通常其軌道精確度較差。
一般來說，如果觀測弧較短，當發現的天體現時離太陽較遠時，其初始軌道的不確定性會更大。
2018 AG37是在距離太陽100 +天文單位時發現的，並且在2年內只被觀測了9次，將需要幾年的觀測弧來細化軌道週期和遠日點（距太陽最遠距離）的不確定性。
1999 DP8在1天內只有4次觀察，不確定性太大，以至於誤差線沒有真正意義，只是表明不確定性非常大。在其發現日期1999 DP8估計距離地球52±1500 AU。
來自歐特雲的彗星C/2017 K2是在它只有一個短短的2.6天觀測弧時宣佈的，估計距離是20 AU（3.0 × 109 km），並估計在2027年抵達近日點時距離太陽約10天文單位。 但現在已知C / 2017 K2是在距離太陽16天文單位時發現的，並將在2022年12月19日來到近日點，距離太陽為1.8天文單位。
經過大約200天的觀測弧線，才排除了歐特雲彗星C/2013 A1（賽丁泉）的火星撞擊。

## 星際天體
星際天體通常需要2-3週的觀測弧，使用數百次觀測來確認闖入者的雙曲超速（星際速度）超過幾公里/秒。彗星C/2008 J4 （McNaught）在15天的觀測弧上只觀測了22次，並且由於觀測次數不足，產生了3.9 km / s的低進入星際速度，但偏心率的不確定性很容易產生{\displaystyle e<1}的閉合軌道。彗星C/1999 U2（SOHO）的觀測弧線為1天，顯示出非常可疑的17公里/秒的星際速度，但可以很容易地有一個離心率低至0.7的閉合軌道。

## 接近地球
| 彗星                 | 觀測弧 | 觀測次數 | 不確定參數 U | 接近地球日期  | 接近地球的不確定距離 | 參考資料 |
| -------------------- | ------ | -------- | ------------ | ------------- | -------------------- | -------- |
| 斯威夫特－塔特爾彗星 | 257年  | 652      | 0            | 2126年8月5日  | ±10,000公里          | data     |
| C/2001 OG108         | 0.9年  | 886      | 2            | 2147年3月23日 | ±2百萬公里           | data     |
| C/1991 L3 (Levy)     | 1.6年  | 125      | 3            | 2094年8月1日  | ±1千5百萬公里        | data     |

斯威夫特－塔特爾彗星的觀測弧線為257年，2126年8月5日最接近地球的不確定性約為±1萬公里。 C/2001 OG108的觀測弧線約為1年，在2147年3月23日最接近地球的距離不確定性約為±200萬公里。雖然C/1991 L3（Levy）的觀測弧比C/2001 OG108長，但它的觀測值要少得多，因而產生更大的不確定性。
相比之下，彗星C/2022 A1（Sarneczky）於2022年1月2日被發現，當時它的距離為1.3天文單位，而於2022年1月7日宣佈時，只有5天的觀測弧。第二天，它就以100萬公里±3-σ的不確定區域最接近地球。巨大的不確定性是短弧和發現距離的結果。

## 外部連結
- How to determine the orbit of a comet? （页面存档备份，存于） (ESA 7 March 2014)
- YouTube上的Asteroid Hazards, Part 2: The Challenge of Detection (min. 7:14)
- YouTube上的Asteroid Hazards, Part 3: Finding the Path (min. 5:38)